# Amadeus VII. (Savoyen)

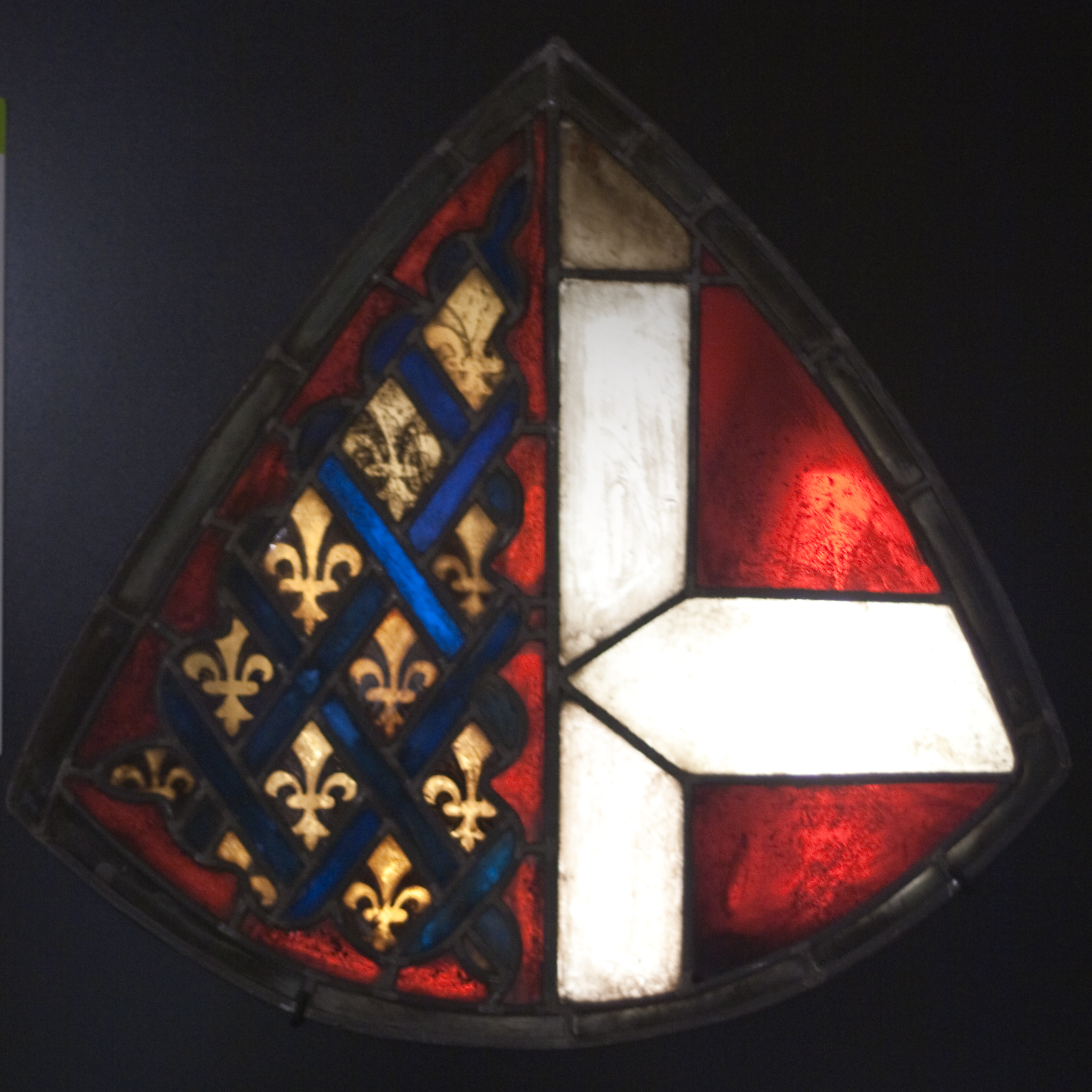
Amadeus VII.

Amadeus VII. genannt der Rote Graf (* 24. Februar 1360 in Chambéry; † 1. November 1391 in Ripaille) war Graf von Savoyen und ein Sohn des Grafen Amadeus VI. von Savoyen und dessen Frau Bona von Bourbon. Er gilt als einer der vorbildlichsten Fürsten des 14. Jahrhunderts.
Als Verbündeter König Karls V. von Frankreich kämpfte er mit diesem in seiner Jugend in Flandern. Er war schon als Kind mit der Nichte Karls V., der dreijährigen Bona (1365–1435), Tochter des Herzogs Johann I. von Berry, vermählt worden. Der König hatte in den Kriegszügen den um seinen Vater trauernden Grafen, der stets in schwarz gekleidet war, aufgefordert, die seinem Mut weit gemäßere Farbe des Feuers zu tragen, weshalb dieser darauf „der Rote Graf“ wurde.
Er wurde von den Bewohnern der Stadt Nizza zu Hilfe gerufen, die ihr Geschick 1388 in seine Hände legten. So erhielt Savoyen Zugang zum Mittelmeer und konnte Schiffe ausrüsten. Die Verteidigung der Stadt vertraute der Rote Graf einem ortsansässigen Lehnsherren an: Giovanni Grimaldi.
Er starb nach einem Sturz vom Pferd während einer Jagd. Aus seiner Ehe mit Bona hatte er drei Kinder:
- Amadeus VIII. (1383–1451), Graf von Savoyen und als Gegenpapst Felix V.
- Bona (1388–1432), ⚭ 1402 mit Graf Ludwig von Savoyen-Piemont (1364–1418)
- Johanna (1392–1460), ⚭ 1411 mit Markgraf Johann Jakob von Montferrat (1395–1445)